# Lorna Gray
Pour les articles homonymes, voir Gray.
Virginia Pound, dite Lorna Gray, est une actrice américaine née le 26 juillet 1917 à Grand Rapids (Michigan) et morte le 30 avril 2017 à Sherman Oaks (Los Angeles, Californie).
À partir de 1945, elle porte le nom d'artiste d'Adrian Booth.

## Biographie

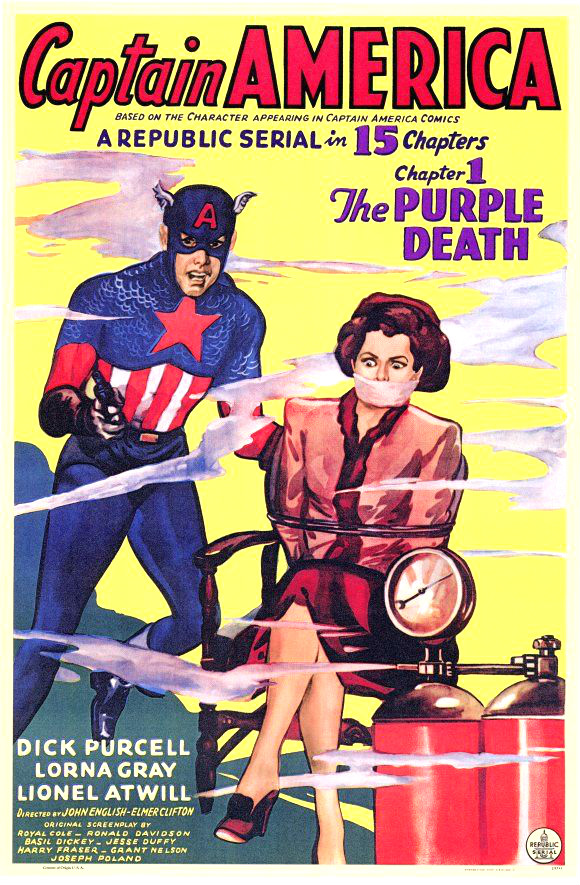
Affiche du serial Captain America en 1944.

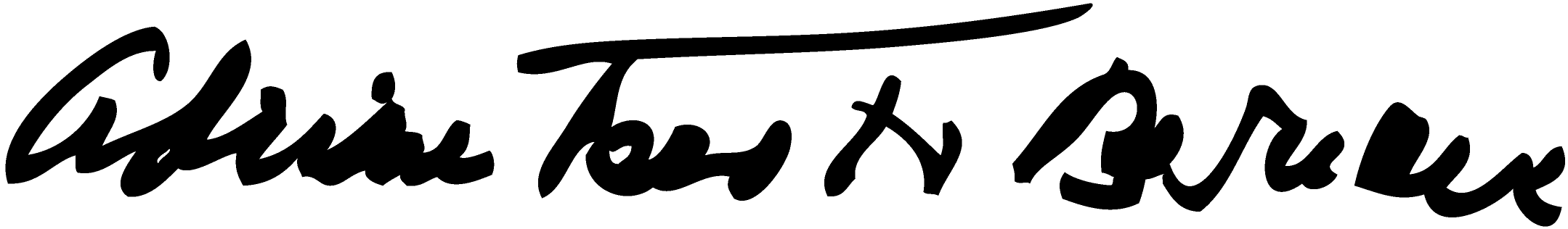
Signature (en tant qu'Adrian Booth Brian).

Lorna Gray a notamment joué dans des westerns.
Elle meurt le 30 avril 2017 à l'âge de 99 ans.

### Vie privée
Lorna Gray a été mariée à l'acteur David Brian de 1949 jusqu'à la mort de celui-ci en 1993.

## Filmographie

### Années 1937 - 1939
- 1937 : Hold 'Em Navy (en) de Kurt Neumann : une fille
- 1938 : The Buccaneer : petit rôle
- 1938 : The Big Broadcast of 1938 : la divorcée
- 1938 : Scandal Street (en)
- 1938 : Adventure in Sahara : Carla Preston
- 1938 : La Ruse inutile (Red River Range) de George Sherman : Jane Mason
- 1939 : Smashing the Spy Ring  de Christy Cabanne : Miss Loring
- 1939 : The Lone Wolf Spy Hunt de Peter Godfrey : fille se précipitant au Nightclub
- 1939 : Les policiers de l'air (en) (Flying G-Men) de James W. Horne et Ray Taylor : Babs McKay
- 1939 : Outside These Walls : secrétaire
- 1939 : Missing Daughters (en) de Charles C. Coleman : Nan
- 1939 : Pest from the West de Del Lord : Senorita
- 1939 : Nous irons à Paris (Good Girls Go to Paris) d'Alexander Hall : la demoiselle d'honneur
- 1939 : Coast Guard : une fille
- 1939 : The Man They Could Not Hang de Nick Grinde : Janet Savaard
- 1939 : Skinny the Moocher
- 1939 : Those High Grey Walls : Nurse
- 1939 : Oily to Bed, Oily to Rise : May Jenkins
- 1939 : Mr. Smith au Sénat (Mr. Smith Goes to Washington) de Frank Capra : une femme à la gare
- 1939 : Beware Spooks!
- 1939 : L'Étonnant M. Williams (The Amazing Mr. Williams) d'Alexander Hall : Nurse
- 1939 : Three Sappy People : Sherry Rumford
- 1939 : The Stranger from Texas : Jean Browning
- 1939 : Andy Clyde Gets Spring Chicken

### Années 1940
- 1940 : Cafe Hostess : hôtesse du café
- 1940 : You Nazty Spy! : Mattie Herring
- 1940 : Convicted Woman : Frankie Mason
- 1940 : Bullets for Rustlers : Ann Houston
- 1940 : Rockin' Thru the Rockies : Flossie
- 1940 : Deadwood Dick (en) de James W. Horne : Anne Butler
- 1940 : In the Air : chanteuse Rita Wilson
- 1940 : Drums of the Desert (en) de George Waggner : Helene Laroche
- 1941 : Father Steps Out : Helen Matthews
- 1941 : Tuxedo Junction (en) : Joan Gordon
- 1942 : Perils of Nyoka : Vultura
- 1942 : Ridin' Down the Canyon : Barbara Joyce
- 1943 : Les Anges de miséricorde (So Proudly We Hail!) de Mark Sandrich : lieutenant Tony Dacelli
- 1943 : O, My Darling Clementine : Clementine
- 1944 : Captain America : Gail Richards
- 1944 : The Girl Who Dared : Ann Carroll
- 1945 : The Adventures of Kitty O'Day : Gloria
- 1945 : Fashion Model : Yvonne
- 1945 : Federal Operator 99 : Rita Parker
- 1945 : Tell It to a Star : Mona St. Clair
- 1945 : La Femme du pionnier (Dakota) de  Joseph Kane : l'animatrice
- 1946 : Home on the Range : Bonnie Garth
- 1946 : Valley of the Zombies : Nurse Susan Drake
- 1946 : Man from Rainbow Valley (en) de R. G. Springsteen : Kay North
- 1946 : Daughter of Don Q : Dolores Quantero
- 1946 : Out California Way : Gloria McCoy
- 1947 : Last Frontier Uprising : Mary Lou Gardner
- 1947 : Spoilers of the North : Jane Koster
- 1947 : Along the Oregon Trail : Sally Dunn
- 1947 : Exposed (en) de George Blair : Judith
- 1947 : Under Colorado Skies (en) de R.G. Springsteen : Julia Collins
- 1948 : Lightnin' in the Forest (en) : Dell Parker
- 1948 : California Firebrand : Joyce Mason
- 1948 : La légion des braves (en) (The Gallant Legion) de Joseph Kane : Connie Faulkner
- 1948 : Les Pillards (The Plunderers), de Joseph Kane : Julie McCabe
- 1949 : Le Dernier Bandit (The Last Bandit) de Joseph Kane : Kate Foley / Kate Sampson
- 1949 : Hideout : Betty, alias Hannah Kelly
- 1949 : Le Cavalier fantôme (Brimstone) de Joseph Kane : Molly Bannister

### Années 1950
- 1950 : Mississippi-Express (Rock Island Trail) de Joseph Kane : Aleeta, la princesse indienne
- 1950 : The Savage Horde : Livvy Weston
- 1951 : La Revanche des Sioux (en) (Oh! Susanna) de Joseph Kane : Lia Wilson
- 1951 : Yellow Fin : Nurse Jean Elliott
- 1951 : The Sea Hornet : Ginger